# زرشک سه‌برگ
زرشک سه‌برگ (نام علمی: Berberis trifolia) نام یک گونه از سرده زرشک است.